# District de Sindhudurg
Le district de Sindhudurg est un  district de la division de Konkan du Maharashtra.

## Description
Son chef-lieu est la ville d'Oros. Au recensement de 2011, sa population était de 849 651 habitants pour une superficie de 5 207 km2.

## Éléments remarquables
Dans le district ont été découverts dans les années 2010 des glyphes datant de plusieurs millénaires avant notre ère.

## Liste des Tehsil
Il est divisé en huit Tehsil :
- Devgad
- Dodamarg
- Kankavli
- Kudal
- Malwan
- Sawantwadi
- Vaibhavvadi
- Vengurla

## Villes
Parmi les villes du district:
- Sawantwadi
- Kudal
- Oros
- Kankavli
- Devgad
- Vengurla
- Malvan
- Talere
- Vaibhavwadi
- Shirgaon
- Kharepatan
- Achara
- Banda
- Amboli
- oros
- Kasal
- Katta